# Jan Maria du Lau

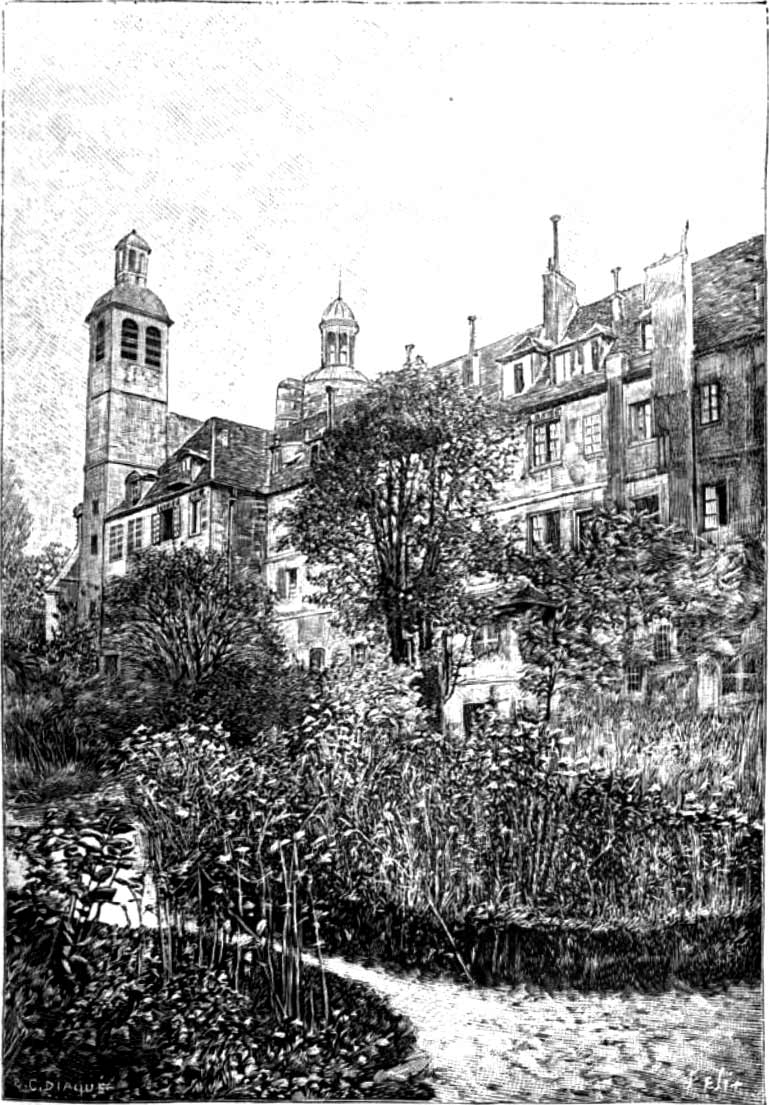
Ogród klasztoru karmelitów, miejsce masakry w której zginął abp Jan Maria du Lau.

Jan Maria du Lau, (fra.) Jean-Marie du Lau d’Alleman (ur. 30 października 1738 w Périgueux, zm. 2 września 1792 w Paryżu) – błogosławiony Kościoła katolickiego, męczennik, arcybiskup, ofiara prześladowań katolików okresu francuskiej rewolucji.
Pochodził z rodziny szlacheckiej, a urodził się na zamku La Coste. Ukończywszy studia humanistyczne w Nawarze, wstąpił do seminarium suplicjanów i kontynuował naukę na Sorbonie, gdzie studiował teologię. W 1775 roku otrzymał sakrę arcybiskupią Arles. Tym samym w wieku 37 lat został najmłodszym mianowanym przez z króla Ludwika XVI arcybiskupem. Działania jakie podejmował pełniąc urząd wpłynęły na wzmocnienie dyscypliny kościelnej, a także zrozumienie liturgii i podniesienie poziomu intelektualnego duchowieństwa. Deklarował, iż wzoruje się na św. Karolu Boromeuszu. Od roku 1789 zasiadał w Stanach Generalnych. 12 lipca 1790 roku, decyzją Zgromadzenia Narodowego zniesiono arcybiskupstwo Arles. Tym samym Jan Maria du Lau był ostatnim miejscowym arcybiskupem. 10 sierpnia został aresztowany w Paryżu. W czasie pobytu w prowizorycznym więzieniu utworzonym na terenie klasztoru karmelitów wykazał się wielką cierpliwością. Zginął 2 września 1792 roku w masakrze, w której zasieczono szablami i zakłuto bagnetami oddanych przez komisarza Violette’a w ręce zgromadzonego tłumu wszystkich odmawiających złożenia przysięgi na cywilną konstytucję kleru, a którzy uszli z rozpoczętej wcześniej rzezi w ogrodzie. Ofiary mordu zostały pochowane w zbiorowych mogiłach na terenie cmentarza Vaugirard, część z nich wrzucono do studni klasztornej. Po ekshumacji w 1867 roku relikwie ofiar spoczęły w krypcie kościoła karmelitów.
Był obok Franciszka Józefa de la Rochefoucauld i Piotra Ludwika de la Rochefoucauld jednym z trzech biskupów, wśród ofiar tak zwanych masakr wrześniowych, w których zginęło 300 duchownych, ofiar nienawiści do wiary (łac) odium fidei.
Dzienna rocznica śmierci jest dniem kiedy wspominany jest w Kościele katolickim.
Jan Maria du Lau znalazł się w grupie 191 męczenników z Paryża beatyfikowanych przez papieża Piusa XI 17 października 1926.